# Sollefteå
Sollefteå ( pronúncia) ou Sollefteo é uma cidade sueca da província da Ångermanland, na região da Norrland. É a sede da comuna de Sollefteå, no condado da Västernorrland. Possui 9,65 quilômetros quadrados e segundo censo de 2019, havia 8 643 habitantes.
Está situada numa região florestal na margem sul do rio Angermano, a uns 100 quilômetros da sua foz no Mar Báltico, e localizada a cerca de 30 km a noroeste da cidade de Kramfors.
Albergava anteriormente várias unidades militares, desativadas em 2000. Atualmente a sua economia está caracterizada pelos serviços, comunicações e pela produção de energia hidroelétrica.

| Etimologia de Sollefteå O topónimo Solleteå tem uma origem incerta. Possivelmente deriva das palavras sol (sol) e löt (encosta) ou ätt (propriedade). Está registado como Solatunum (1273?), Solatum (1314), Solefta (1639), Sollefteå (1714). |

## Comunicações
A cidade de Sollefteå é atravessada pela estrada nacional 90 (Härnösand-Sollefteå-Vilhelmina). Dispõe de ligação ferroviária a Kramfors-Härnösand-Sundsvall.

## Galeria de imagens de Sollefteå

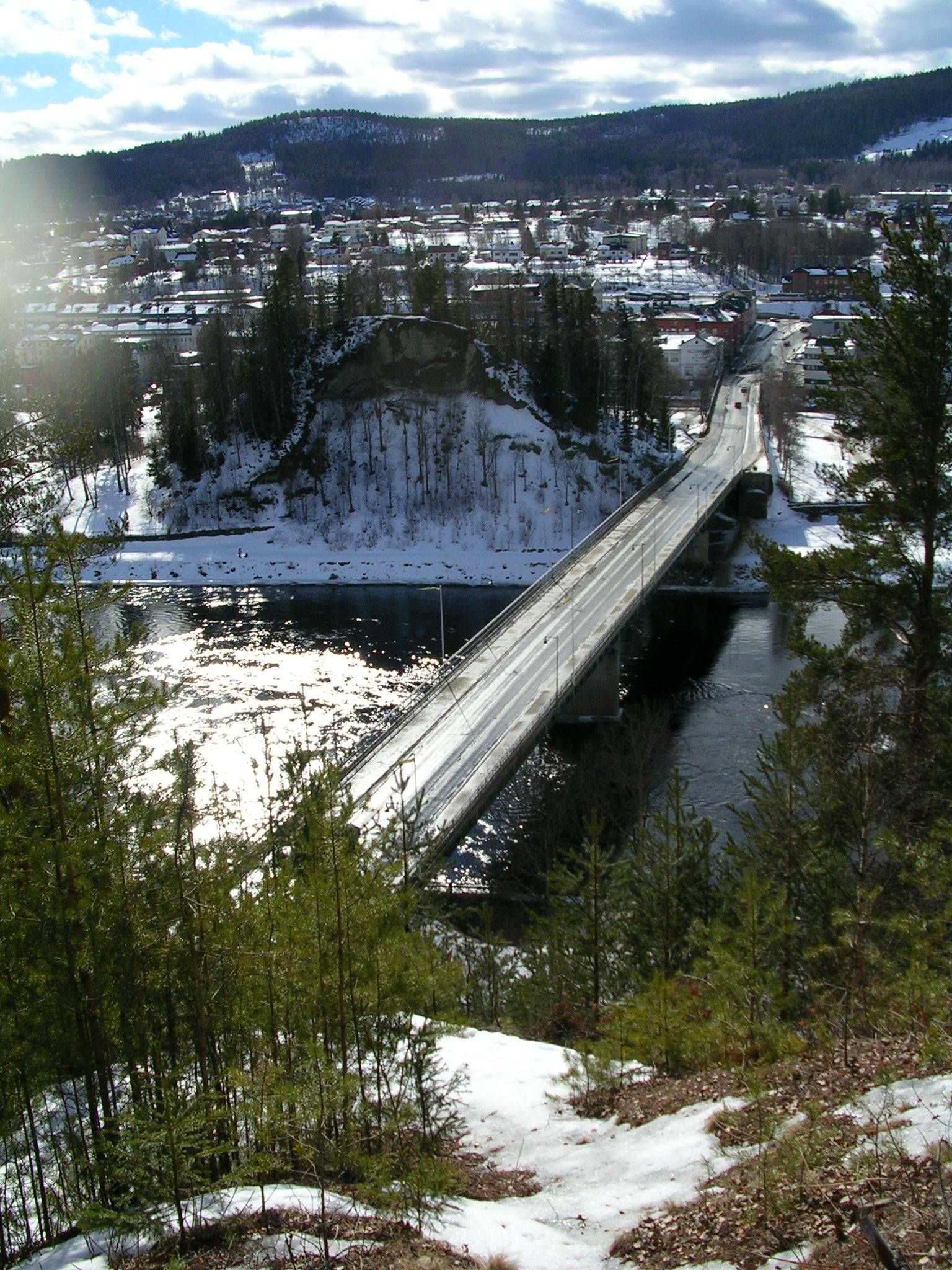
Vista de Sollefteå e do rio Angermano
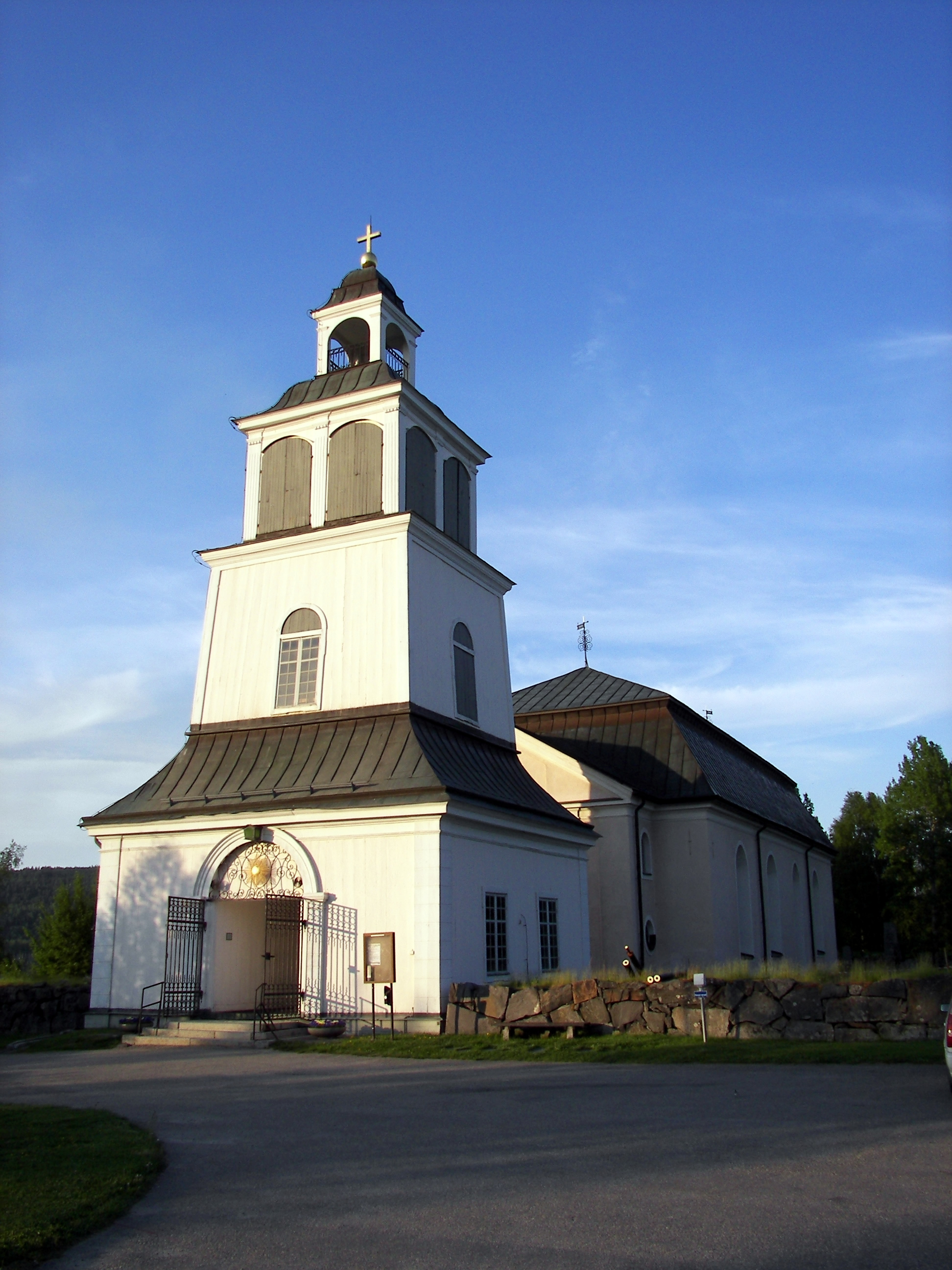
Igreja de Sollefteå
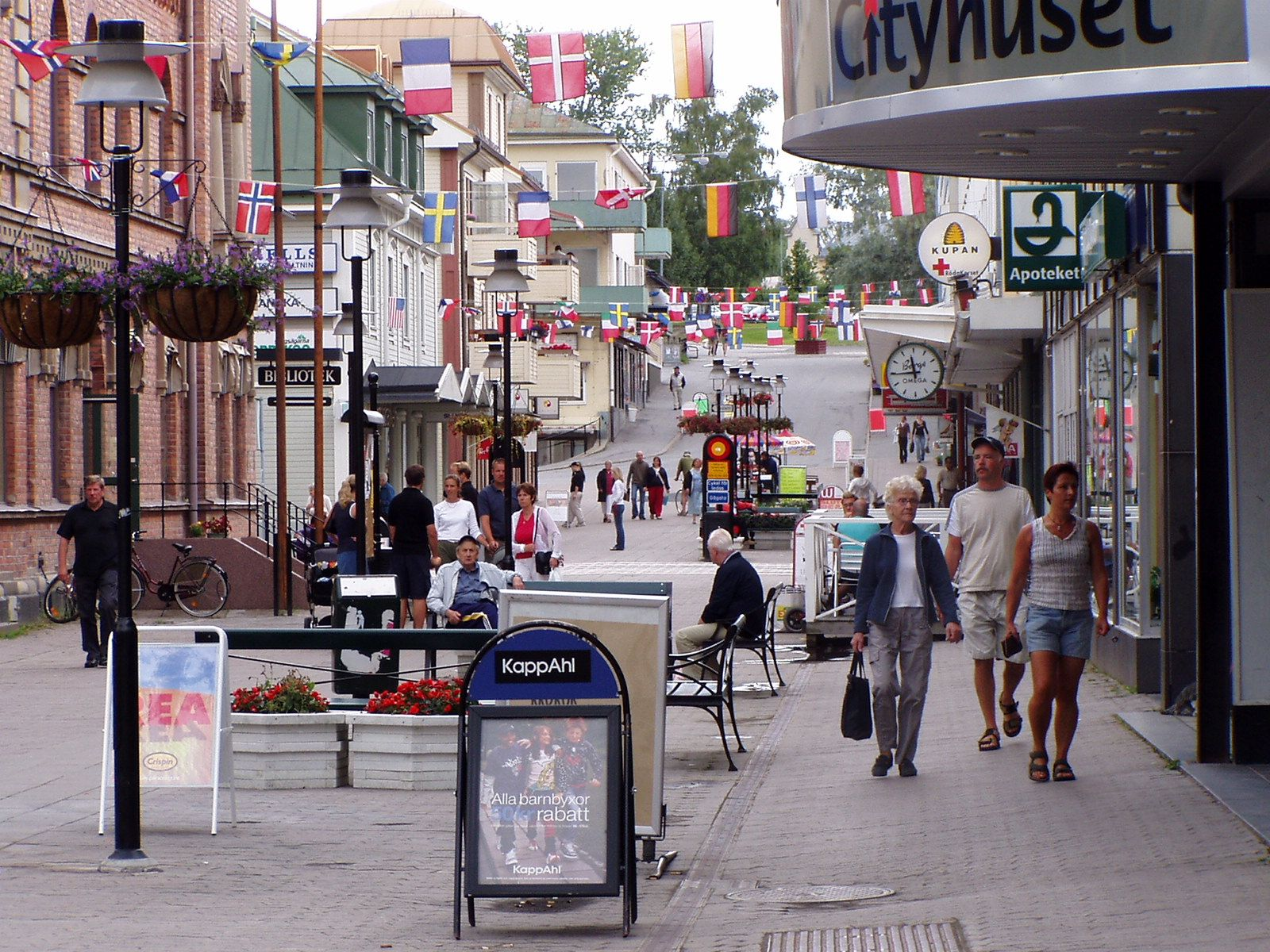
Rua Storgatan
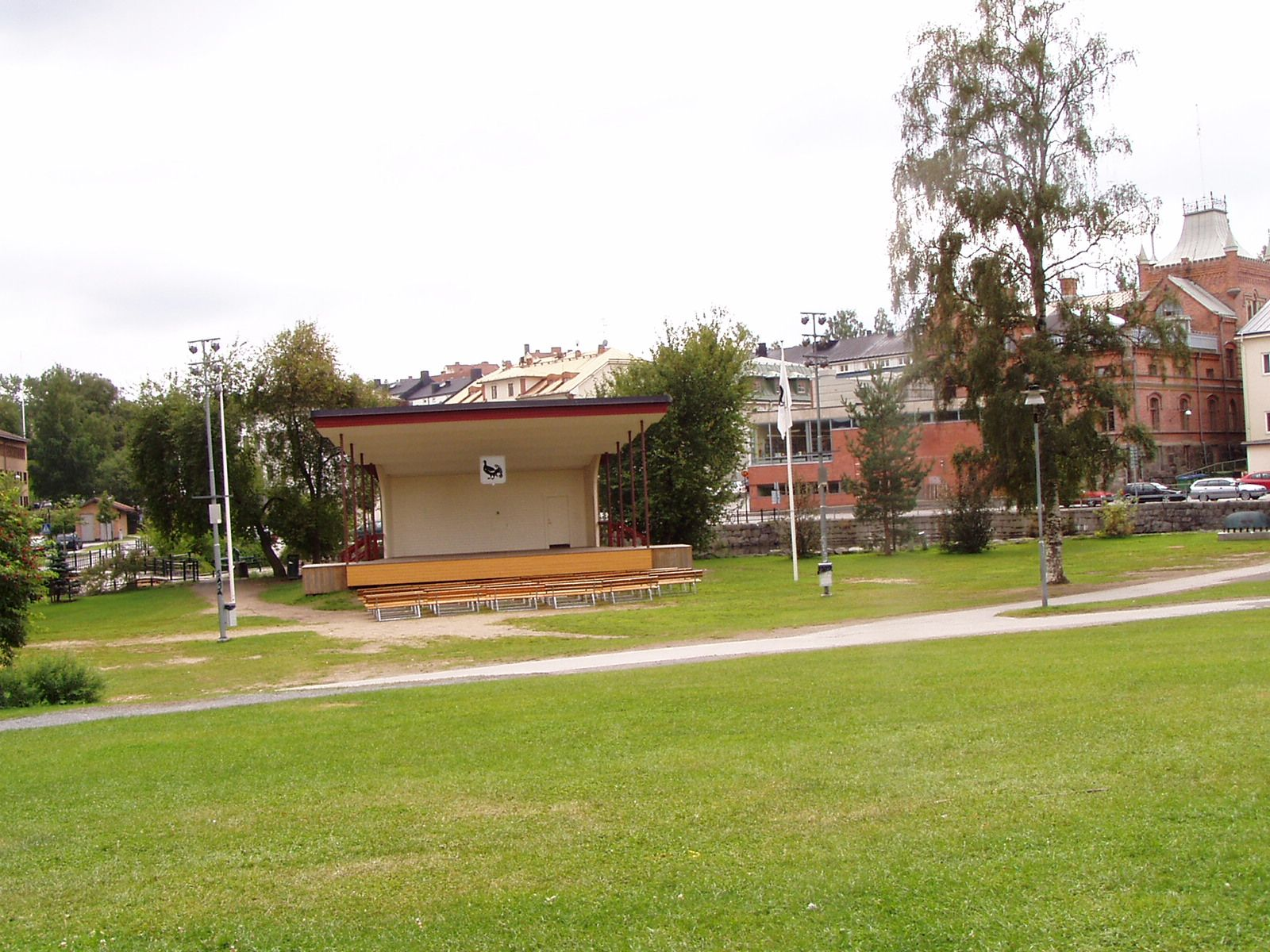
Parque de Sollefteå